# Amt Putlitz-Berge
Het Amt Putlitz-Berge is een samenwerkingsverband van vijf gemeenten in het Landkreis Prignitz in de Duitse deelstaat Brandenburg. Het amt telt 4.781 inwoners. Het bestuurscentrum is gevestigd in de stad Putlitz.

## Gemeenten
Het amt omvat de volgende gemeenten:
1. Berge (875)
2. Gülitz-Reetz (544)
3. Pirow (521)
4. Putlitz (stad) (3.047)
5. Triglitz (569)

Bad Wilsnack ·
Berge ·
Breese ·
Cumlosen ·
Gerdshagen ·
Groß Pankow (Prignitz) ·
Gülitz-Reetz ·
Gumtow ·
Halenbeck-Rohlsdorf ·
Karstädt ·
Kümmernitztal ·
Lanz ·
Legde/Quitzöbel ·
Lenzen (Elbe) ·
Lenzerwische ·
Marienfließ ·
Meyenburg ·
Perleberg ·
Pirow ·
Plattenburg ·
Pritzwalk ·
Putlitz ·
Rühstädt ·
Triglitz ·
Weisen ·
Wittenberge